# Les Yeux de sa mère
Pour plus de détails, voir Fiche technique et Distribution.
Les Yeux de sa mère est un film français réalisé par Thierry Klifa, sorti en 2011.

## Synopsis
Mathieu Roussel, écrivain à la solde d'un éditeur à scandales, s'infiltre dans la vie de la célèbre journaliste Lena Weber et de sa fille Maria Canalès, danseuse étoile, afin d'écrire une biographie intime à leur insu. Parallèlement, en Bretagne, Bruno, jeune homme passionné de boxe, est loin de se douter des conséquences de l'écriture de cette biographie sur sa vie.

## Fiche technique
- Réalisation : Thierry Klifa

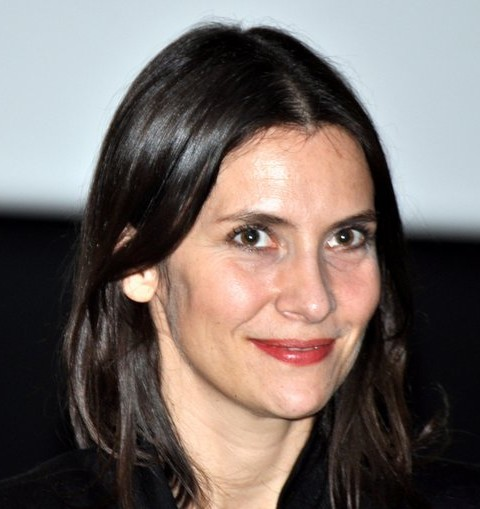
L'actrice Géraldine Pailhas à l'avant-première parisienne du film.

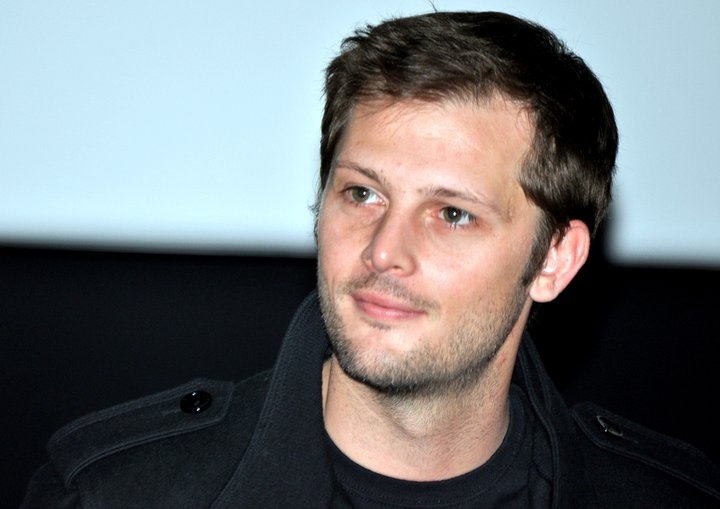
Nicolas Duvauchelle, également à l'avant-première.

- Scénario et adaptation : Thierry Klifa et Christopher Thompson
- Dialogues : Christopher Thompson
- Musique : Gustavo Santaolalla
- Photographie : Julien Hirsch
- Montage : Luc Barnier
- Son : Pascal Jasmes, Francis Wargnier et Thomas Gauder
- Décors : Emmanuelle Duplay
- Costumes : Catherine Leterrier
- Producteur exécutif : David Giordano
- Durée : 105 minutes
- Pays de production :  France
- Date de sortie : France : 23 mars 2011

## Distribution
- Catherine Deneuve : Lena Weber
- Géraldine Pailhas : Maria Canalès
- Nicolas Duvauchelle : Mathieu Roussel
- Marisa Paredes : Judit Canalès
- Marina Foïs : Maylis Tremazan
- Jean-Marc Barr : Jean-Paul Tremazan
- Jean-Baptiste Lafarge : Bruno Tremazan
- Hélène Fillières : Mélodie Khan
- Gilles Cohen : Antoine
- Karole Rocher : Sylvie
- Fred Ulysse : le père de Mathieu
- Sylvain Groud : Sylvain
- Romain Goupil : Olivier